# 4040 Purcell
A 4040 Purcell (ideiglenes jelöléssel 1987 SN1) a Naprendszer kisbolygóövében található aszteroida. Edward L. G. Bowell fedezte fel 1987. szeptember 21-én.